# Crizbav
Crizbav is een Roemeense gemeente in het district Brașov.
Crizbav telt 2252 inwoners.